# Ribera de Arriba
Ribera de Arriba ist eine spanische Gemeinde (concejo in Asturien, entspricht dem municipio im übrigen Spanien) in der autonomen Region Asturien. Der Hauptort und Sitz der Gemeindeverwaltung ist Soto de Ribera.

## Geschichte
Angesichts der Fruchtbarkeit und dem milden Klima ist es nicht verwunderlich, dass erste Besiedlungen bereits aus der Altsteinzeit durch Funde von Werkzeugen und Höhlenmalereien nachgewiesen werden können. Reste von Dolmen und Wallburgen bei La Corona, am Picu Llanza, am El Picu Castiello, am Picu Les Pedreres und am Cueto cerca de Sardín zeugen auch von der Wehrhaftigkeit der "antiken" Bewohner.
Die erste urkundliche Erwähnung stammt aus dem Jahr 857. Aus einer Stiftungsurkunde an das Erzbistum Oviedo geht hervor, dass Ordoño I. die Kirche San Pedro de Ferreros dem Bistum übergibt. Aus dem Jahr 1112 stammt eine weitere Schenkungsurkunde von Königin Urraca an den Bischof Pelagius von Oviedo als Dank für seine Unterstützung im Kampf gegen ihren Mann Alfons I. Nach häufig wechselnden Besitzern, wurde schließlich im Jahr 1537 unter Philipp II. die Region zurückgekauft und als eine selbständige Gemeinde proklamiert.

## Lage
Die Gemeinde Ribera de Arriba ist begrenzt von
| Nordwest: Oviedo      | Norden: Oviedo | Nordost: Oviedo |
| Westen: Santo Adriano |                | Osten: Oviedo   |
| Südwesten Quirós      | Süden: Morcín  | Südost: Morcín  |

## Politik
| Partei       | 1979 | 1983 | 1987 | 1991 | 1995 | 1999 | 2003 | 2007 | 2011 | 2015 |
| ------------ | ---- | ---- | ---- | ---- | ---- | ---- | ---- | ---- | ---- | ---- |
| PSOE         | 5    | 5    | 6    | 7    | 5    | 7    | 5    | 6    | 5    | 6    |
| PCE / IU-BA  | 4    | 4    | 4    | 3    | 3    | 2    | 2    | 2    | 2    | 1    |
| CD / AP / PP |      | 2    |      | 1    | 3    | 2    | 2    | 3    | 1    | 1    |
| FAC          |      |      |      |      |      |      |      |      | 1    | 1    |
| UCD / CDS    |      |      | 1    |      |      |      |      |      |      |      |
| Parteilose   | 2    |      |      |      |      |      |      |      |      |      |
| Total        | 11   | 11   | 11   | 11   | 11   | 11   | 9    | 11   | 9    | 9    |

## Wirtschaft
| TOTAL | 678 | 100   |
| Ackerbau, Viehzucht und Fischerei                                                                         | 15  | 2,21  |
| Industrie                                                                                                 | 242 | 35,69 |
| Bauwirtschaft                                                                                             | 46  | 6,78  |
| Dienstleistungsbetriebe                                                                                   | 375 | 55,31 |
| * Daten, Stand 2009. (PDF; 113 kB), SADEI – Statistisches Amt für Wirtschaftliche Entwicklung in Asturien |     |       |

## Parroquias
| Name     | Asturisch | Einwohner | Koordinaten                 |
| -------- | --------- | --------- | --------------------------- |
| Ferreros |           | 861       | 43° 19′ 2″ N, 5° 52′ 33″ W  |
| Palomar  | Palombar  | 152       | 43° 18′ 32″ N, 5° 54′ 38″ W |
| Pereda   | Perera    | 344       | 43° 18′ 25″ N, 5° 51′ 39″ W |
| Soto     |           | 427       | 43° 18′ 32″ N, 5° 52′ 30″ W |
| Tellego  | Teyego    | 214       | 43° 17′ 59″ N, 5° 52′ 6″ W  |

## Sehenswertes
- Pfarrkirche „Iglesia de San Martin in Pereda“ aus dem 12. Jahrhundert

## Persönlichkeiten
- Pelayo Sánchez (* 2000), Radrennfahrer